# Heliport Borgo Maggiore
Heliport Borgo Maggiore – heliport zlokalizowany w miejscowości Borgo Maggiore, w San Marino.